# Laurel Township (Indiana)
Pour les articles homonymes, voir Laurel Township.
Laurel Township est un township (canton) du comté de Franklin en Indiana aux États-Unis. En 2010, il a une population de 1 634 habitants. Il a été fondé en 1845.

## Histoire
Laurel Township a été fondé en 1845.

## Géographie
Selon le recensement de 2010, le canton a une superficie totale de 82,2 km2 dont 82 km2, c'est-à-dire 99,24%, sont de la terre et 0,6 km2 ou 0,72% est de l'eau. Il comprend les lacs Triple. Laurel Township comprend une seule ville, Laurel. Il comprend également la communauté non incorporée de Midway.
Laurel Township est contigu aux townships de Columbia du comté de Fayette au nord, de Jackson (en) aussi du comté de Fayette au nord-est, de Bloomging Grove (en) à l'est, de Metamora (en) au sud-est, de Salt Creek (en) au sud-ouest, de Posey (en) à l'ouest et d'Orange (en) du comté de Fayette.
Laurel Township est traversé par deux autoroutes principales : l'U.S. Route 52 et l'Indiana State Road 121 (en).

## Démographie
Lors du recensement de 2010 du Bureau du recensement des États-Unis, Laurel Township avait une population de 1 634 habitants.

## Annexe